# Григорий VI Константинополски
Григорий VI Константинополски (на гръцки: Γρηγόριος ΣΤ΄) е православен духовник, на два пъти вселенски патриарх в Цариград – от 1835 до 1840 и от 1867 до 1871 година. Известен е с безуспешните си усилия да предотврати учредяването на самостоятелна българска църква в Османската империя.

## Ранна кариера
Григорий VI е роден под името Георгиос Фуртуниадис през 1798 година в село Фанараки, край Цариград. На 11 години е поставен под покровителството на митрополит Григорий Деркоски. Учи във Великата народна школа, която тогава е в Ксирокрини, Цариград. Подстриган е за монах на 20 март 1815 година от митрополит Григорий Деркоски и е негов личен секретар до екзекуцията му на 3 юни 1821 година. На 24 септември 1824 година е ръкоположен в патриаршеския двор за велик архидякон. На 6 октомври 1825 година е ръкоположен за презвител и е назначен за велик протосингел.
На 24 октомври 1825 година е ръкоположен за пелагонийски митрополит. От юни 1833 до първото си избиране за патриарх през 1835 е митрополит на Сярската епархия, където възстановява много храмове.

## Първи период начело на Патриаршията
Григорий VI е избран за вселенски патриарх на 24 октомври 1835 година и остава на тази длъжност до 20 февруари 1840 година. През това време полага грижи за паството си, като построява болница край Еди Куле и дарява приходите от църквата „Света Параскева“ в Пловдив за местната гръцка болница. Подпомага финансово пострадалите от пожара в цариградския квартал Ставродромия през 1839 година. През същата година основава богословска школа във Фенер. Григорий VI подкрепя и умножава гръцките училища на остров Халки и в други краища на Османската империя. За да се справи с протестантската пропаганда, той учредява църковно попечителство в Цариград. Забранява разпространението на Библията в превод на новогръцки и разтуря училището на Теофилос Каирис. Подава оставка на 20 февруари 1840 година заради британската политика на Йонийските острови.

## Втори период начело на Патриаршията
Григорий VI е избран за втори път начело на Вселенската патриаршия на 10 февруари 1867 година, за да се противопостави на усилията на българите да отхвърлят властта на гръцките свещеници. През юни същата година той предлага проект за българска екзархия – църковна област с ограничена автономия, която според патриарха трябва да обхване земите между Дунав и Стара планина. Проектът е отхвърлен от водачите на българското църковно движение. Чрез Гаврил Кръстевич, който е висш служител в държавната администрация, през 1868 година те успяват да прокарат от името на османското правителство контрапредложения за самостоятелна църковна организация върху цялото българско землище. Под натиска на правителството, през юли 1869 година Григорий се съгласява на известни отстъпки, но не се отказва от македонските епархии и Пловдив, нито от правото да се меси в ръководството на бъдещата екзархия. Отхвърля фермана на султан Абдул Азис от февруари 1870 година за учредяване на Българската екзархия и отказва да преговаря с българите за прилагането му. Настоява за решаване на българския въпрос от Вселенски събор като предварително печели на своя страна повечето поместни църкви, но не и руската, нито османските власти. Великият везир Аали паша отказва да разреши свикване на Вселенски събор, въпреки неколкократните му закани за оставка. Григорий се оттегля от патриаршеския престол през юни 1871 година като изтъква здравословни причини.
Умира в Мега Ревма (край Цариград) на 8 юни 1881 година.